# Nomenclatura delle unità territoriali statistiche
La nomenclatura delle unità territoriali statistiche, in acronimo NUTS (dal francese: Nomenclature des unités territoriales statistiques) identifica la ripartizione del territorio dell'Unione europea a fini statistici. Ideata dall'Eurostat nel 1988 tenendo come riferimento di base l'unità amministrativa locale, da allora è la principale regola per la redistribuzione territoriale dei fondi strutturali della UE, fornendo uno schema unico di ripartizione geografica, a prescindere dalle dimensioni territoriali delle unità amministrative.
Ai sensi del Regolamento n. 1059/2003, articolo 3, comma 2, «Per stabilire in quale livello NUTS debba essere classificata una determinata classe di unità amministrative di uno Stato membro, si considera la dimensione media della classe di unità amministrative dal punto di vista della popolazione facendo riferimento alla tabella seguente»:
| Classe | Soglia massima popolazione | Soglia minima popolazione |
| ------ | -------------------------- | ------------------------- |
| NUTS 1 | 7 000 000                  | 3 000 000                 |
| NUTS 2 | 3 000 000                  | 800 000                   |
| NUTS 3 | 800 000                    | 150 000                   |

## Livelli
La nomenclatura ha vari livelli e la versione in vigore dal 1º gennaio 2015 al 31 dicembre 2016 suddivide gli Stati dell'Unione europea in:
- territori di livello NUTS 0: gli allora 28 stati membri.
- territori di livello NUTS 1 (97): per es. gli Stati federati della Germania tedeschi, le Regioni del Belgio, la Danimarca, la Svezia, la Finlandia continentale, l'Irlanda, il Galles, la Scozia e altre grandi entità regionali. Per l'Italia la suddivisione è per aree sovra-regionali, dal punto di vista economico più che geografico: Nord-ovest, Nord-est, Centro, Sud, Isole (non corrisponde perciò ad alcun ente infra-nazionale).
- territori di livello NUTS 2 (270): come le regioni italiane, le comunità autonome in Spagna, le regioni e i DOM francesi, le province belghe e olandesi, i Länder austriaci, le Regierungsbezirke tedesche, le regioni statistiche croate etc.
- territori di livello NUTS 3 (1.318): le province italiane, le Nomoi in Grecia, le Maakunnat in Finlandia, i Län in Svezia, le Kreise tedesche, i Dipartimenti francesi, le province spagnole, le regioni (contee) croate etc.

Per fare un esempio: la condizione di ammissibilità di un territorio all'Obiettivo 1 dei fondi strutturali per il periodo 2000/2006 (definito in Agenda 2000) è principalmente applicata al livello NUTS 2, mentre quella di un territorio all'Obiettivo 2, principalmente al livello NUTS 3.

### Nei vari Stati
|  |  |  |

Di seguito la divisione nei singoli Stati per il triennio 2015-2018:
| Paesi              | Paesi | NUTS 1                               | NUTS 1 | NUTS 2                                                      | NUTS 2 | NUTS 3                                                             | NUTS 3 |
| ------------------ | ----- | ------------------------------------ | ------ | ----------------------------------------------------------- | ------ | ------------------------------------------------------------------ | ------ |
| UE                 | 27    |                                      | 91     |                                                             | 236    |                                                                    | 1172   |
| Austria            | AT    | Macroregioni                         | 3      | Länder pop. media 975.910 ab.                               | 9      | Gruppi di distretti                                                | 35     |
| Belgio             | BE    | Regioni pop. media 3.746.585 ab.     | 3      | Province pop. media 1.021.795 ab.                           | 11     | Circondari                                                         | 44     |
| Bulgaria           | BG    | Regioni statistiche                  | 2      | Regioni pianificate                                         | 6      | Province pop. media 253.637 ab.                                    | 28     |
| Cipro              | CY    | —                                    | 1      | —                                                           | 1      | —                                                                  | 1      |
| Croazia            | HR    | —                                    | 1      | Regioni statistiche                                         | 2      | Contee pop. media 200.000 ab.                                      | 21     |
| Danimarca          | DK    | —                                    | 1      | Regioni pop. media 1.192.800 ab.                            | 5      | Gruppi di contee                                                   | 11     |
| Estonia            | EE    | —                                    | 1      | —                                                           | 1      | Gruppi di contee                                                   | 5      |
| Finlandia          | FI    | Finlandia continentale               | 1      | Grandi regioni (quasi coincidenti con le regioni)           | 4      | Province pop. media 291.376 ab.                                    | 18     |
| Finlandia          | FI    | Åland                                | 1      | —                                                           | 1      | —                                                                  | 1      |
| Francia            | FR    | Regioni+DOM pop. media 4.682.432 ab. | 14     | Vecchie regioni                                             | 27     | Dipartimenti pop. media 649.050 ab.                                | 101    |
| Germania           | DE    | Stati pop. media 5.137.500 ab.       | 16     | Distretti pop. media 2.163.158 ab.                          | 38     | Circondari pop. media 205.499 ab.                                  | 400    |
| Grecia             | EL    | Macroregioni                         | 4      | Periferie pop. media 835.232 ab.                            | 13     | Prefetture                                                         | 53     |
| Irlanda            | IE    | —                                    | 1      | Regioni statistiche                                         | 2      | Autorità regionali                                                 | 8      |
| Italia             | IT    | Macroregioni                         | 5      | Regioni pop. media 3.033.277 ab.                            | 21     | Province pop. media 563.818 ab.                                    | 107    |
| Lettonia           | LV    | —                                    | 1      | —                                                           | 1      | Regioni statistiche                                                | 6      |
| Lituania           | LT    | —                                    | 1      | —                                                           | 1      | Contee                                                             | 10     |
| Lussemburgo        | LU    | —                                    | 1      | —                                                           | 1      | —                                                                  | 1      |
| Malta              | MT    | —                                    | 1      | —                                                           | 1      | Isole                                                              | 2      |
| Paesi Bassi        | NL    | Macroregioni                         | 4      | Province pop. media 1.402.440 ab.                           | 12     | Regioni statistiche                                                | 40     |
| Polonia            | PL    | Regioni                              | 6      | Voivodati                                                   | 16     | Sottoregioni                                                       | 72     |
| Portogallo         | PT    | Portogallo continentale              | 1      | Regioni (Comissões de coordenação regional)                 | 7      | Gruppi di comuni                                                   | 24     |
| Portogallo         | PT    | Azzorre e Madera                     | 2      | —                                                           | 2      | —                                                                  | 2      |
| Repubblica Ceca    | CZ    | —                                    | 1      | Distretti                                                   | 8      | Regioni                                                            | 14     |
| Romania            | RO    | Macroregioni                         | 4      | Regioni di sviluppo                                         | 8      | Contee pop. media 458.037 ab.                                      | 42     |
| Slovacchia         | SK    | —                                    | 1      | Gruppi di regioni                                           | 4      | Regioni                                                            | 8      |
| Slovenia           | SI    | —                                    | 1      | Macroregioni                                                | 2      | Regioni statistiche                                                | 12     |
| Spagna             | ES    | Macroregioni                         | 7      | Comunità autonome, Ceuta e Melilla pop. media 2.579.991 ab. | 19     | Province, Ceuta, Melilla e le singole isole pop. media 894.074 ab. | 59     |
| Svezia             | SE    | Gruppi di aree                       | 3      | Aree nazionali (Riksområden)                                | 8      | Contee pop. media 498.499 ab.                                      | 21     |
| Ungheria           | HU    | Macroregioni                         | 3      | Regioni                                                     | 7      | Contee                                                             | 20     |
| Candidati          | 5     |                                      | 17     |                                                             | 36     |                                                                    | 131    |
| Albania            | AL    | —                                    | 1      | Regioni (ente non amministrativo)                           | 3      | Prefetture                                                         | 12     |
| Montenegro         | ME    | —                                    | 1      | —                                                           | 1      | —                                                                  | 1      |
| Macedonia del Nord | MK    | —                                    | 1      | —                                                           | 1      | Regioni statistiche                                                | 8      |
| Serbia             | RS    | Gruppi di regioni                    | 2      | Regioni statistiche                                         | 5      | Distretti                                                          | 29     |
| Turchia            | TR    | Regioni (Bölgeler)                   | 12     | Sub-regioni (Alt bölgeler)                                  | 26     | Province (İller)                                                   | 81     |
| EFTA               | 4     |                                      | 4      |                                                             | 16     |                                                                    | 48     |
| Islanda            | IS    | —                                    | 1      | —                                                           | 1      | Capitale e resto del paese                                         | 2      |
| Liechtenstein      | LI    | —                                    | 1      | —                                                           | 1      | —                                                                  | 1      |
| Norvegia           | NO    | —                                    | 1      | Regioni                                                     | 7      | Contee                                                             | 19     |
| Svizzera           | CH    | —                                    | 1      | Macroregioni                                                | 7      | Cantoni pop. media 342.396 ab.                                     | 26     |
| Non UE             | 1     |                                      | 12     |                                                             | 37     |                                                                    | 133    |
| Regno Unito        | UK    | Regioni dell'Inghilterra             | 9      | Contee (alcune raggruppate); Inner e Outer London           | 30     | Gruppi di unità amministrative o distretti                         | 93     |
| Regno Unito        | UK    | Galles                               | 1      | Gruppi di unità amministrative                              | 2      | Gruppi di unità amministrative                                     | 12     |
| Regno Unito        | UK    | Scozia                               | 1      | Gruppi di unità amministrative                              | 4      | Gruppi di unità amministrative o LECs                              | 23     |
| Regno Unito        | UK    | Irlanda del Nord                     | 1      | —                                                           | 1      | Gruppi di distretti                                                | 5      |

### Esempio
- DE: Germania
  - DE7: Assia - lo stato federato (in tedesco Land o Bundesland) è il primo livello di suddivisione in Germania
    - DE71: Darmstadt - il distretto governativo (Regierungsbezirk) è il secondo livello
      - DE71E: Wetteraukreis - il circondario (Kreis o Landkreis) è il terzo livello

- AA: Asia
  - AA25: Thailandia
- US16: Kansas

## UAL - Unità amministrative locali
Le UAL costituiscono l'elemento base dei livelli NUTS delle varie regioni europee e sono divise in due livelli. L'Italia ha recepito solo la classificazione di secondo livello.
Considerando i frequenti cambiamenti nelle suddivisioni statali, L'Eurostat monitora il numero delle UAL annualmente.